# لشکرکشی نادر شاه به فرارود
کارزار آسیای میانه مجموعه‌ای از درگیری‌ها، در میانه‌های سدهٔ هفدهم میلادی، میان نادرشاه و خانات بخارا و خیوه بود. 
درگیری‌های نخستین در سال‌های پایانی دههٔ ۱۷۳۰ از سوی پسر و نایب السلطنه نادرشاه رضاقلی میرزا انجام شد که در حالی که نادر هنوز سرگرم حمله به هند در جنوب بود، در این جبهه جنگ چند پیروزی چشم‌گیر بدست آورد. تاخت‌وتاز رضاقلی میرزا به خیوه خشم ایلبارس خان، رهبر خیوه را در پي داشت. هنگامی که ایلبارس تهدید به ضدحمله کرد، نادر دستور داد که علی‌رغم کامیابی‌های پسرش، جنگ‌ها ايستانده شود تا پس از پیروزی برابر هند خود به یک لشگرکشی قاطع دست بزند. وی پس از پیوست کردن خیوه ایلبارس را اعدام کرد و ابوالفیض‌خان را جایگزین او کرد، چراکه به گمان نادر او بیشتر پذیرای پادشاهي نادر بود. درگیری، فرساینده‌ترین پیروزی ایرانیان در برابر خان‌های آسیای میانه در تاریخ معاصر شد. امپراتوری نادر در خاور از همهٔ امپراتوری‌های ایرانیِ پيش از خود حتی ساسانیان و هخامنشیان پهناورتر شد.

## گشایش بخارا
در سال‌های ۱۷۳۴–۳۵ ایلبرس‌خان یک دستهٔ بزرگ ترکمن را برای تاختن به خراسان فرستاد و در آنجا کردهای چمشگزک را در سرزمين‌هاي کوه آلاداغ و سملقان غارت کردند، ولي سپس از سوي ارتش ایران شکست خوردند. در سال ۱۷۳۷، هنگامی که رضاقلی میرزا افشار، پسر نادرشاه و نایب السلطنه امپراتوری، پس از زیر چيرگي گرفتن ابوالفیض‌خان فرمانروای بلخ و اندخوی (که بخشي از امارت بخارا بود)، به بخارا لشکر کشید، حاکم بخارا، از ایلبارس خان درخواست کمک کرد، و او با ارتش خود به فرارود لشکر کشید کرد ولي در نیمهٔ  راه گویا از ترس رویارویی با رضاقلی برگشت. در سال ۱۷۳۸، ایلبرس‌خان مي‌خواست به خراسان بتازد ولي پس از یورش به چند سرزمين در جنوب ابیورد ، عقب‌نشینی کرد. 
نادرشاه می‌خواست به ترکستان یورش ببرد. برای این کار در آغاز نیاز به ساختن پلی بر روی آمودریا بود، به اندازه ای که دو شتر بارگیری شده بتواند از آن با هم بگذرد این کار در ۴۵ روز به پایان رسید و نادر به نیروهایش دستور داد تا در هر سوی رودخانه برج و بارو بسازند و در هر کدام ۵٬۰۰۰ سرباز بگمارند. پس از این زمینه‌چینی، ارتش ایران به فرماندهی نادرشاه، به سمت بخارا به را افتاد و به رغم خستگی سفر بی‌درنگ حمله به بخارا آغاز شد. نادرشاه ارتش خود را به‌گونه‌ای چید که بخش‌هایش به شرحِ نیروهای راست، چپ، مرکز، توپخانه، دم و کمین بود و هر کدام فرمانده خود را داشت. ارتش ایران با توپ، خمپاره، هویتزر و اسلحه گردان و همچنین جزایرچی به ازبک‌ها آتش گشود. ازبک‌ها به‌هم‌ریخته و شگفت‌زده شدند، زیرا هرگز ناچار به رویارویی با چنین نیروی آتشی نبودند و بسیاری از آنها گریختند. پس از این نبرد ۳۰٬۰۰۰ سرباز ازبک به عنوان نیروی کمکی در ارتش ایران گنجانده شدند.

## نبرد پتناک
در سال ۱۷۴۰، نادرشاه، پس از گشایش بخارا، سوی خوارزم روی آورد و سفیرانی را به ایلبرس فرستاد و خواستار تسلیم شد. دو نفر از سفیران از شیوخ جویباری بودند که از سوی ایلبارس خان اعدام شدند. نادرشاه ارتش ناحیه خیوه را در نبردی در پیرامون پتناک در کرانه جنوبی خوارزم نابود کرد.
در نبرد بعدی نادرشاه رو به روی ارتش ایلبرس خان، امیر خوارزم قرار گرفت، که دربردارنده ۳۰٬۰۰۰ سوار ازبک و ترکمن بود. در این نبرد، ارتش ایران از آمودریا گذشت و علیه ایلبرس خان وارد عمل شد. پس از یک رویارویی کوتاه و خونین میان دو ارتش، ارتش خوارزم شروع به فروپاشی کرد. ایلبرس خان بارها ارتش خود را جمع کرد، اما هر بار شکست خورد و سرانجام ناچار به تسلیم شد.
در این مرحله و پس از هشت ماه لشگرکشی، ارتش ایران ۳٬۰۰۰ کیلومتر را پیموده بود که این یک کار تدارکاتی و راهبردی بود.
ایلبرس خان، که در شهرستان خانقاه محاصره شده بود، به نادرشاه تسلیم شد و به همراه بیست تن از امیرانش (یا بیشتر) اعدام شدند و برپایه برخی گزارش‌ها، آنها زنده به گور شدند. دستور اعدام به فرمان نادرشاه و برای کینجویی از قتل شیوخ جویباری و به درخواست وراث آنها، صادر شد.

## شورش خانات علیه امپراتوری افشار
در نتیجه لشکرکشی‌های نادر، ایران نفوذ بی‌سابقه ای در منطقه پیدا کرد. اگرچه به زودی شورشی علیه گماشته جدید نادر آغاز شد و ارتش دوباره برای برقراری چیرگی باید به منطقه فراخوانده می‌شد ولی این شورش سرکوب شد و آسیای میانه تا سقوط امپراتوری افشاری تحت سلطه ایران ماند.